# Horst Urban (Goldschmied)
Horst Urban (* 6. November 1939 in Wien) ist ein österreichischer Gold- und Silberschmied.
Nach Abschluss der schulischen und militärischen Laufbahn begann Horst Urban eine Lehre als Gold- und Silberschmied, die er mit der Meisterprüfung abschloss. 1966 machte er sich in Wien selbständig. 1982 wurde ein weiterer Betrieb in Tulln eröffnet.
Urban engagierte sich auch in den Gremien seiner Branche. Er wurde in den Vorstand des Meistervereins der Gold- und Silberschmiede gewählt und danach in den Ausschuss der Wiener Landesinnung. 1990 wurde Horst Urban zum stellvertretenden Innungsmeister gewählt und im Jahre 1995 zum Wiener Landesinnungsmeister. In dieser Funktion wurde er im Jahr 2000 auf weitere fünf Jahre bestätigt. Horst Urban ist weiterhin gewählter stellvertretender Bundesinnungsmeister und Bundesberufsgruppenobmann der Gold- und Silberschmiede.
Neben den Funktionen auf Bundes- und Landesebene wurde Horst Urban auch in führende Positionen internationaler Gremien gewählt. Von April 1996 bis Jahresende 1997 war er Vizepräsident der CIBJO im Sektor I (Schmuckerzeuger). Beim internationalen Kongress in Las Vegas wählte man ihn zum Präsidenten der CIBJO im Sektor I. Diese Funktion hatte Horst Urban von Anfang 1998 bis April 2004 inne. Beim Kongress in Hongkong legte er diese Funktion aus Altersgründen nieder.
Horst Urban ist Träger des Berufstitels Kommerzialrat. Neben hohen Auszeichnungen der Wirtschaftskammer und des Wirtschaftsbundes wurde Horst Urban im Oktober 2003 durch den Bundesminister Martin Bartenstein das Silberne Ehrenzeichen der Republik Österreich verliehen.
Horst Urban ist verheiratet und hat einen Sohn, Markus Urban. Dieser übernahm im März 2005 den elterlichen Betrieb.